# Манастір (мечеть)
Мечеть Манастір (тур. Manastır Mescidi) — культова будівля візантійської доби в Стамбулі. Розташована на сьомому пагорбі коло воріт святого Романа (Топкапи). Ймовірно походить із доби Палеологів.

## Історія та опис

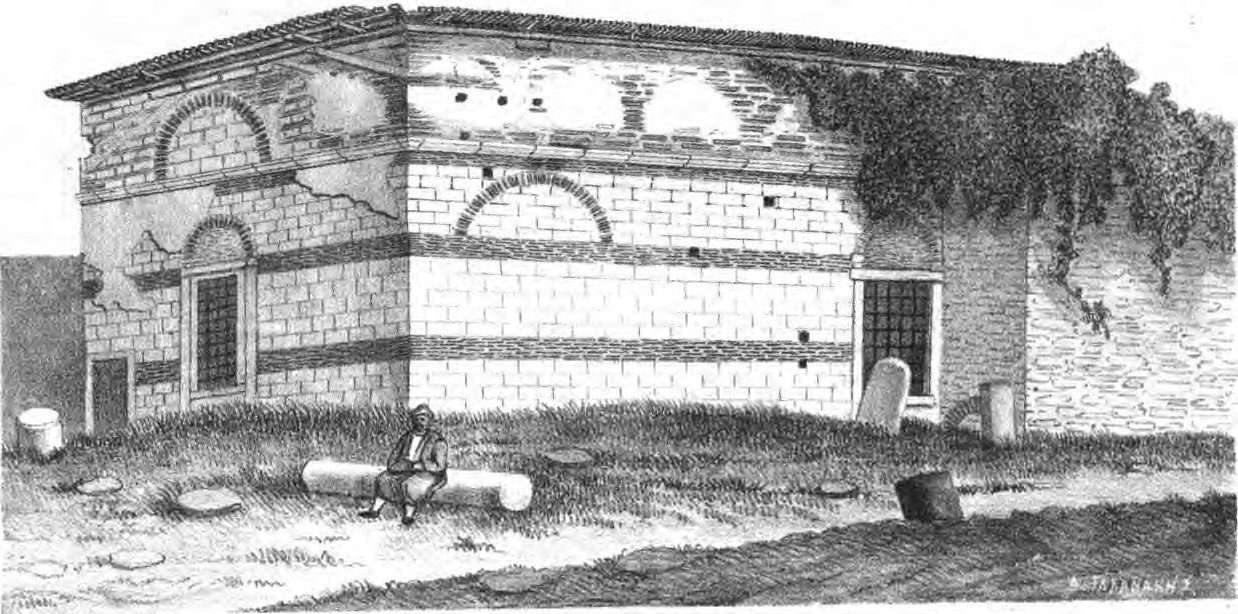
Південний фасад, рисунок 1877 року

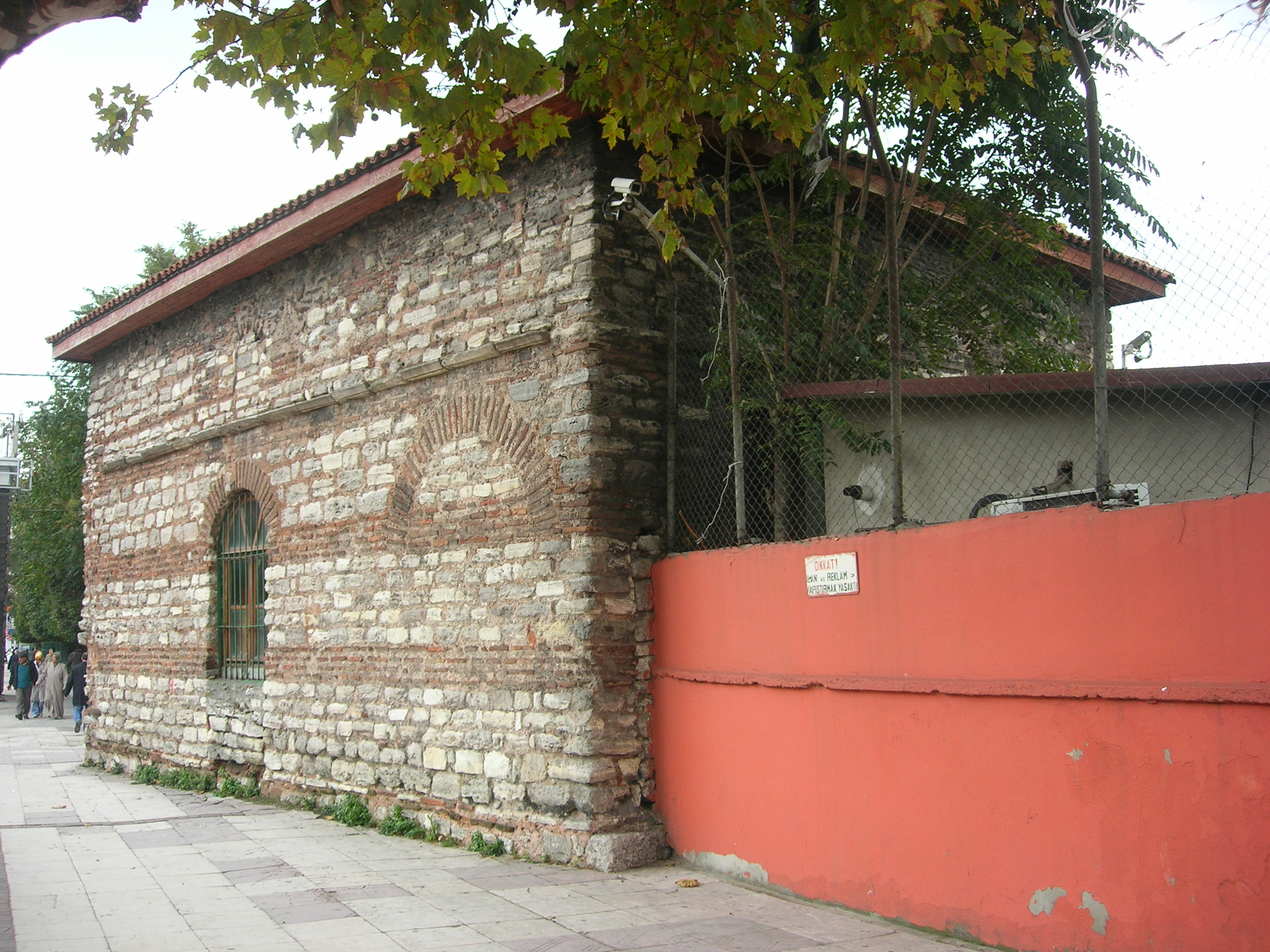
Північний фасад, 2010 рік

Оригінальна назва будівлі, в час коли вона була церквою не відома. Існують припущення, що вона належала монастирю Менодори, Німфодори та Метродори. Нинішня будівля складається з тристоронньої беми на східному кінці та склепінчастого притвору із західного боку. Також вона має два різьблені капітелі в потрійній аркаді між притвором і навою. Початкова планувальна структура будівлі також залишається не відомою. Вона могла бути склепінчастою базилікою, або бути зразком хрестово-купольних храмів. Під час досліджень у 1960-х роках, було простежено фундаменти у наві, які очевидно, колись підтримували колони, також було виявлено ознаки відкритого портика, що оточував будівлю з півночі, півдня і заходу. Розміри будівлі дозволяють припустити, що це була каплиця в межах монастиря, а не його соборний храм.
Під час правління Мехмеда II Завойовника (1451—1481) церкву перетворив на мечеть чавуш Мустафа (мечеть також відома і під його іменем). Після цього структура будівлі зазнала серйозних змін. В центральній апсиді пробили вікно, тоді як південну апсиду закрили та перетворили на міхраб. Сучасний дерев'яний дах також є поствізантійським доповненням. У минулому тут був дерев'яний мінарет, але він не зберігся. Зараз споруда частково закрита автобусним депо. Навколишня територія зазнала змін в 1950-х роках з будівництвом вулиці Мілле на невеликій відстані від її північної стіни.